# Kanstantsin Siutsou

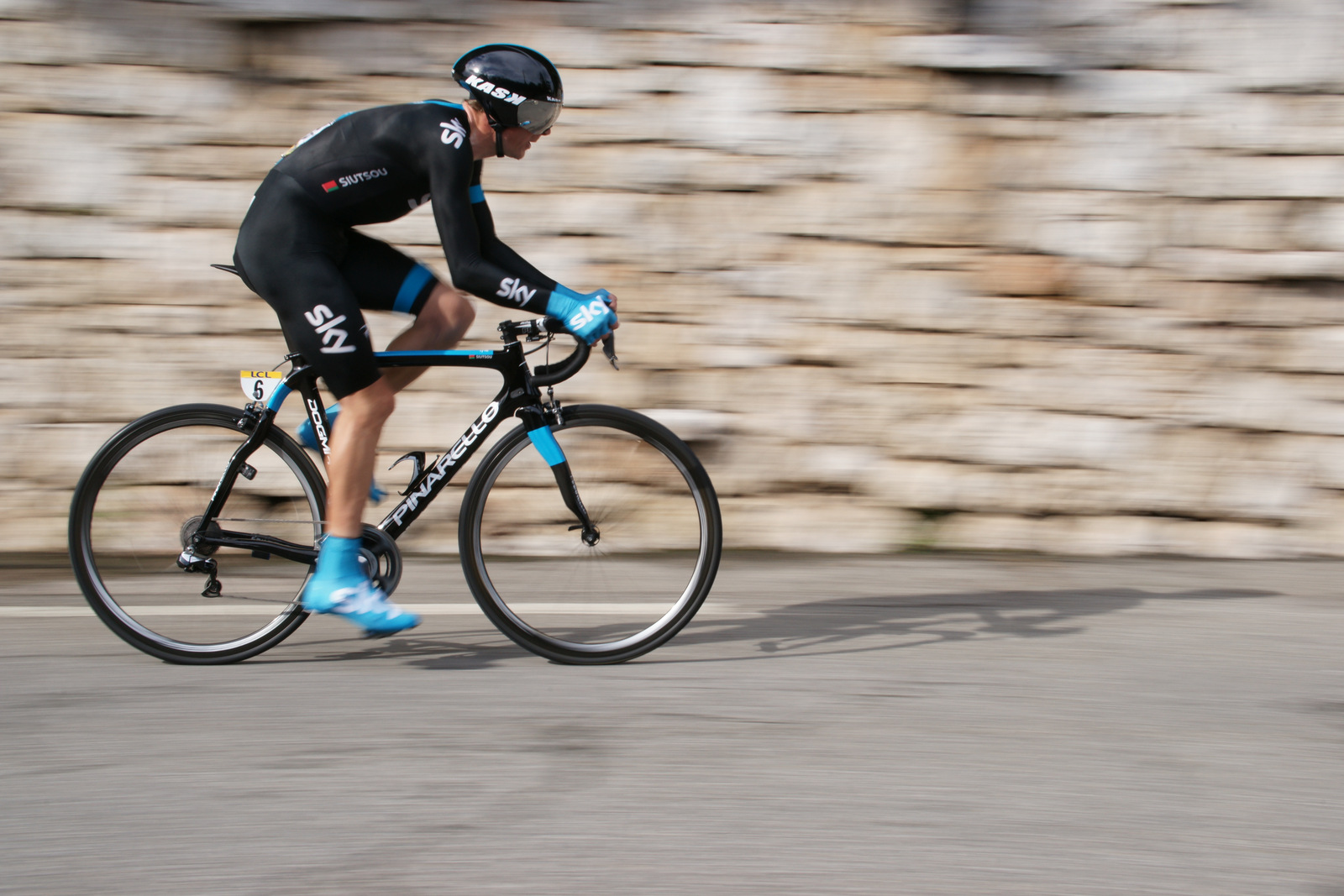
Col d'Eze, Paris-Nice 2013

Kanstantsin Siutsou ou Kanstantsin Sivtsov (en biélorusse : Канстанцін Сіўцоў), né le 9 août 1982 à Kastsioukowka, dans l'oblast de Gomel, en RSS de Biélorussie, est un coureur cycliste professionnel biélorusse, professionnel de 2001 à 2018.

## Biographie
Après avoir commencé sa carrière professionnelle dans les rangs des équipes russes Itera en 2001 puis Lokomotiv en 2002 et 2003, il rejoint au printemps 2004 la formation amateur italienne Palazzago dirigée par Olivano Locatelli, liée par des accords sportifs avec la Fédération Cycliste de Biélorussie. Dès 2003, il est vice-champion du Biélorussie sur route derrière Yauhen Sobal. Il est sacré champion du monde espoir à Vérone en septembre 2004, avant de rejoindre les rangs de l'équipe Fassa Bortolo dirigée par Giancarlo Ferretti en début de saison 2005. 
À la disparition de cette formation il signe ensuite pour l'Acqua & Sapone en 2006 dirigée par Palmiro Masciarelli. Après une année d'apprentissage, il réussit cette année-là ses premières belles performances. Sur la Course de la Paix, il remporte sa première victoire sur la 5e étape, et porte le maillot de leader avant de le céder à Giampaolo Cheula. Il termine quatrième du classement final. Un mois plus tard, il termine deuxième de la Subida al Naranco derrière l'Italien Fortunato Baliani, confirmant ses aptitudes de grimpeur, puis il remporte le titre de champion du Biélorussie sur route. En fin de saison, il s'illustre sur les courses d'un jour italiennes, terminant notamment quatrième du Grand Prix Nobili Rubinetterie et troisième du Gran Premio Industria e Commercio Artigianato Carnaghese. 
Il rejoint en 2007 l'équipe continentale professionnelle Barloworld, avec laquelle il participe à son premier Tour de France, qu'il termine 31e après une bonne traversée des Alpes. Il réussit de nouvelles très belles performances sur les semi-classiques italiennes du mois d'août, sans parvenir cependant à l'emporter : deuxième du Tour des Apennins derrière Alessandro Bertolini, troisième du Grand Prix de la ville de Camaiore et des Trois vallées varésines, ou encore quatrième du Tour du Latium. Plusieurs fois, une bonne pointe de vitesse lui fait défaut pour s'imposer. 
En 2008, Siutsou rejoint l'équipe High Road, avec laquelle il remporte sa plus belle victoire. Remportant l'étape de montagne du Tour de Géorgie face à Levi Leipheimer et Trent Lowe, il gagne le classement final de l'épreuve, sa première course par étapes. Il participe ensuite à son premier Tour d'Italie, qu'il abandonne au cours de la 20e étape. Pour son deuxième Tour de France, il est distancé à plusieurs reprises au cours de la première semaine, et aborde les Pyrénées avec plus de 10 minutes de débours, à la 51e place. Mais grâce à de bonnes performances en montagne, notamment lors de la 16e étape, où il participe à l'échappée matinale et termine l'étape avec les favoris, il termine la course à la 17e place, puis à la 16e après le déclassement de Bernhard Kohl. 
En 2009, il termine neuvième de Tirreno-Adriatico. Il remporte ensuite sa plus belle victoire chez les professionnels en gagnant la 8e étape du Tour d'Italie.
En 2010, il remporte la première étape du Tour d'Espagne, un contre-la-montre par équipes avec l'équipe HTC-Columbia.
En 2011, il réalise son premier top 10 dans un grand tour en terminant 9e du Tour d'Italie 2011,. Dans la foulée de ce Giro, il termine huitième du Dauphiné.
Équipier de Bradley Wiggins sur le Tour de France 2012, Siutsou est victime d'une chute au cours de la 3e étape. Souffrant d'une fracture du tibia gauche, il doit abandonner.
En septembre 2015, la formation Sky décide de ne pas renouveler son contrat. Le coureur biélorusse fait alors le choix de s'engager avec l'équipe continentale professionnelle africaine Dimension Data.
Au mois d'août 2016, il fait le choix de s'engager avec la formation Bahrain-Merida
En avril 2018, il gagne une étape et le général du Tour de Croatie. En mai, il chute lors de la reconnaissance du contre-la-montre inaugural du Tour d'Italie et doit abandonner avant même le début de l'épreuve. Il souffre d'une fracture de la troisième vertèbre cervicale et doit observer une période de repos de trois mois. Le 5 septembre 2018, l'UCI annonce qu'un contrôle hors compétition a donné lieu à un résultat d'analyse anormal à l'EPO dans un échantillon recueilli auprès du coureur le 31 juillet 2018. Siutsou est suspendu provisoirement dans l'attente du résultat de l'échantillon B. Le 23 juin 2020, il est suspendu quatre ans par l'UCI, soit jusqu'au 4 septembre 2022,,.

## Palmarès sur route

### Par années
- 2000
  - 6e du championnat du monde du contre-la-montre juniors
- 2002
  - 2e du championnat de Biélorussie du contre-la-montre
  - 3e du championnat de Biélorussie sur route
- 2003
  - 2e du championnat de Biélorussie sur route
  -  Médaillé d'argent du championnat du monde du contre-la-montre militaires
  - 3e du championnat de Biélorussie du contre-la-montre
- 2004
  -  Champion du monde sur route espoirs
  - Trofeo Salvatore Morucci
  - Gran Premio Folignano
  - Coppa 29 Martiri di Figline di Prato
  - 2e du Tour de Lleida
  - 3e du Giro del Valdarno
- 2005
  - 1reb étape de la Semaine internationale Coppi et Bartali (contre-la-montre par équipes)
- 2006
  -  Champion de Biélorussie sur route
  - 5e étape de la Course de la Paix
  - 2e de la Subida al Naranco
  - 3e du Gran Premio Industria e Commercio Artigianato Carnaghese
- 2007
  - Vainqueur de la Coupe d'Italie espoirs
  - 2e du Tour des Apennins
  - 3e du Grand Prix de la ville de Camaiore
  - 3e des Trois vallées varésines
- 2008
  - Tour de Géorgie :
    - Classement final
    - 6e étape
- 2009
  - 3e étape du Tour de Romandie (contre-la-montre par équipes)
  - 1re (contre-la-montre par équipes) et 8e étapes du Tour d'Italie
  - 9e du Tirreno-Adriatico
  - 10e du Tour de Romandie
- 2010
  - 1re étape du Tour d'Espagne (contre-la-montre par équipes)
- 2011
  -  Champion de Biélorussie du contre-la-montre
  - 1re étape du Tour d'Italie (contre-la-montre par équipes)
  - 2e du championnat de Biélorussie sur route
  - 8e du Critérium du Dauphiné
  - 9e du Tour d'Italie[n 8],[2]
- 2013
  -  Champion de Biélorussie du contre-la-montre
  - 1reb (contre-la-montre par équipes) et 2e étapes du Tour du Trentin
  - 2e étape du Tour d'Italie (contre-la-montre par équipes)
  -  Médaillé de bronze au championnat du monde du contre-la-montre par équipes
  - 10e du championnat du monde du contre-la-montre
- 2014
  -  Champion de Biélorussie du contre-la-montre
- 2016
  -  Champion de Biélorussie sur route
  -  Champion de Biélorussie du contre-la-montre
  - 10e du Tour d'Italie
- 2018
  - Tour de Croatie : 
    - Classement général
    - 3e étape

  - 3e du championnat de Biélorussie du contre-la-montre

### Résultats sur les grands tours

#### Tour de France
5 participations
- 2007 : 32e
- 2008 : 16e
- 2010 : 39e
- 2012 : abandon (3e étape)
- 2013 : 90e

#### Tour d'Italie
8 participations
- 2008 : abandon (20e étape)
- 2009 : 12e[14],[n 9], vainqueur des 1re (contre-la-montre par équipes) et 8e étapes
- 2011 : 9e[n 8],[n 10],  maillot rose pendant 4 jours
- 2013 : 37e, vainqueur de la 2e étape (contre-la-montre par équipes)
- 2014 : abandon (14e étape)
- 2015 : 26e
- 2016 : 10e
- 2017 : 35e

#### Tour d'Espagne
3 participations
- 2010 : 38e, vainqueur de la 1re étape (contre-la-montre par équipes)
- 2011 : abandon (11e étape)
- 2014 : 43e

### Classements mondiaux
| Année                                 | 2006 | 2007 | 2008 | 2009 | 2010 | 2011 | 2012 | 2013 | 2014 | 2015 | 2016 | 2017 | 2018 |
| ------------------------------------- | ---- | ---- | ---- | ---- | ---- | ---- | ---- | ---- | ---- | ---- | ---- | ---- | ---- |
| Calendrier mondial                    |      |      |      | 99e  | nc   |      |      |      |      |      |      |      |      |
| UCI World Tour                        |      |      |      |      |      | 74e  | nc   | nc   | nc   | nc   | 97e  | 336e | 327e |
| Classement mondial                    |      |      |      |      |      |      |      |      |      |      | 237e | 925e | 261e |
| UCI Europe Tour                       | 51e  | 41e  |      |      |      |      |      |      |      |      | 360e | 782e | 156e |
| UCI America Tour                      | nc   | nc   |      |      |      |      |      |      |      |      | 362e | 388e | 191e |
|                                       |      |      |      |      |      |      |      |      |      |      |      |      |      |
| Légende : nc = non classéSource : UCI |      |      |      |      |      |      |      |      |      |      |      |      |      |

## Palmarès sur piste

### Championnats d'Europe
- Valence 2003
  -  Médaillé d'argent de la course aux points espoirs